# Mitsubishi Urawa Football Club 1993
Questa voce raccoglie le informazioni riguardanti il Mitsubishi Urawa Football Club nelle competizioni ufficiali della stagione 1993.

## Stagione
La stagione che segnò l'esordio della squadra nella J. League fu condizionata da una serie di infortuni che ne pregiudicarono il rendimento: pur contando nella rosa giocatori come Uwe Rahn e Michael Rummenigge, gli Urawa Reds rimasero arenati sul fondo della classifica della Suntory Series e della NICOS Series e uscirono prematuramente dalle coppe giungendo ultimi nel girone preliminare della Coppa Yamazaki Nabisco e venendo eliminati agli ottavi di finale della Coppa dell'Imperatore.

## Maglie e sponsor
Vengono confermate le maglie prodotte dalla Puma, ma viene modificato il colore dei calzettoni, ora nero. Lo sponsor ufficiale presente sulla parte anteriore è Mitsubishi Mirage (anche se talvolta può essere sostituito dal nome della società), mentre sulla parte posteriore vi è WordPerfect.
| Manica sinistra · Maglietta · Maglietta · Manica destra · Pantaloncini · Calzettoni | Manica sinistra · Maglietta · Manica destra · Pantaloncini · Calzettoni |  |

## Rosa
I giocatori che hanno preso parte alla Coppa dell'Imperatore hanno la numerazione fissa.
| N. |                           | Ruolo | Calciatore         |
| -- | ------------------------- | ----- | ------------------ |
| 1  | Cecoslovacchia (bandiera) | P     | Miroslav Mentel    |
| 2  | Giappone (bandiera)       | D     | Hiroyuki Sawada    |
| 3  | Giappone (bandiera)       | D     | Takeshi Motoyoshi  |
| 5  | Giappone (bandiera)       | C     | Satoru Mochizuki   |
| 6  | Giappone (bandiera)       | C     | Atsushi Natori     |
| 7  | Giappone (bandiera)       | C     | Takafumi Hori      |
| 8  | Germania (bandiera)       | D     | Uwe Rahn           |
| 9  | Giappone (bandiera)       | A     | Masahiro Fukuda    |
| 10 | Germania (bandiera)       | C     | Michael Rummenigge |
| 11 | Giappone (bandiera)       | A     | Kōichi Hashiratani |
| 13 | Giappone (bandiera)       | C     | Osamu Hirose       |
| 14 | Giappone (bandiera)       | D     | Makoto Yamazaki    |
| 17 | Giappone (bandiera)       | A     | Akinori Mikami     |
| 19 | Giappone (bandiera)       | A     | Hiroshi Ninomiya   |
| 20 | Giappone (bandiera)       | A     | Takeshi Mizuuchi   |
|    | Giappone (bandiera)       | P     | Yūki Takita        |
|    | Giappone (bandiera)       | P     | Norihiro Takahashi |
|    | Giappone (bandiera)       | P     | Akihisa Sonobe     |
|    | Giappone (bandiera)       | P     | Hisashi Tsuchida   |
|    | Giappone (bandiera)       | D     | Shinji Tanaka      |
|    | Giappone (bandiera)       | D     | Yukinori Muramatsu |
|    | Giappone (bandiera)       | D     | Futoshi Ikeda      |
|    | Giappone (bandiera)       | D     | Tsutomu Nishino    |

| N. |                      | Ruolo | Calciatore         |
| -- | -------------------- | ----- | ------------------ |
|    | Giappone (bandiera)  | D     | Yoshinori Matsuda  |
|    | Giappone (bandiera)  | D     | Tomo Sato          |
|    | Giappone (bandiera)  | D     | Kenji Sakaguchi    |
|    | Argentina (bandiera) | D     | Marcelo Trivisonno |
|    | Giappone (bandiera)  | C     | Yasuki Hashimoto   |
|    | Argentina (bandiera) | C     | Marcelo Morales    |
|    | Giappone (bandiera)  | C     | Yasunori Tsukao    |
|    | Giappone (bandiera)  | C     | Noriaki Shimura    |
|    | Giappone (bandiera)  | C     | Seiichi Makita     |
|    | Perù (bandiera)      | C     | Edwin Uehara       |
|    | Giappone (bandiera)  | C     | Fujio Yamamoto     |
|    | Giappone (bandiera)  | C     | Eiji Satō          |
|    | Giappone (bandiera)  | C     | Hirmoichi Sato     |
|    | Giappone (bandiera)  | A     | Yasushi Matsumoto  |
|    | Giappone (bandiera)  | A     | Tsuyoshi Kino      |
|    | Giappone (bandiera)  | A     | Hideyuki Imakura   |
|    | Giappone (bandiera)  | A     | Koichi Nakazato    |
|    | Argentina (bandiera) | A     | Víctor Ferreyra    |
|    | Giappone (bandiera)  | A     | Shinichi Kawano    |
|    | Giappone (bandiera)  | A     | Yoshimasa Suda     |
|    | Giappone (bandiera)  | A     | Noboyasu Ikeda     |
|    | Giappone (bandiera)  | A     | Ichiro Sugura      |
|    | Giappone (bandiera)  | A     | Masato Suzuki      |

## Calciomercato

### Precampionato
| Acquisti | Acquisti          | Acquisti       | Acquisti |
| R.       | Nome              | da             | Modalità |
| -------- | ----------------- | -------------- | -------- |
| D        | Hiroyuki Sawada   | Honda Motor    |          |
| D        | Kenji Sakaguchi   |                |          |
| D        | Tomo Sato         |                |          |
| D        | Makoto Yamazaki   | NIFS Kanoya    |          |
| D        | Yoshinori Matsuda |                |          |
| D        | Tsutomu Nishino   | Kobe Daigaku   |          |
| C        | Marcelo Morales   | Emelec         | prestito |
| C        | Seiichi Makita    | NTT Kanto      |          |
| C        | Yasunori Tsukao   |                |          |
| C        | Noriaki Shimura   |                |          |
| A        | Victor Ferreyra   | Dundee Utd     |          |
| A        | Ichiro Sugiura    |                |          |
| A        | Yoshimasa Suda    | Tokyo Gas      |          |
| A        | Shinichi Kawano   | Argentino (R)  |          |
| A        | Hiroshi Ninomiya  | Danubio        |          |
| A        | Masato Suzuki     |                |          |
| A        | Nobuyasu Ikeda    | Waseda Daigaku |          |

| Cessioni | Cessioni            | Cessioni           | Cessioni   |
| R.       | Nome                | a                  | Modalità   |
| -------- | ------------------- | ------------------ | ---------- |
| P        | Sadato Nishizuka    | Aoyama Gakuin Dai. |            |
| D        | Katsuyoshi Shintō   | Fujita             |            |
| D        | Tadashi Sasaki      |                    | svincolato |
| D        | Hajime Kamo         |                    | svincolato |
| D        | Kei Hatakeyama      | TDK                |            |
| D        | Jun Togari          |                    | svincolato |
| D        | Yoshinori Senbiki   | NEC Yamagata       |            |
| C        | Sergio Escudero     |                    | svincolato |
| C        | Shinichiro Nakajima |                    |            |
| A        | Kazuo Ozaki         | Verdy Kawasaki     |            |
| A        | Akihiro Kameda      | Kofu Club          |            |
| A        | Osvaldo Escudero    | Platense           |            |
| A        | Tsutomu Sato        | Seino              |            |
| A        | Koichi Nakazato     | Danubio            | prestito   |

### Durante la stagione
| Acquisti | Acquisti           | Acquisti              | Acquisti      |
| R.       | Nome               | da                    | Modalità      |
| -------- | ------------------ | --------------------- | ------------- |
| P        | Miroslav Mentel    | DAC Dunajská Streda   |               |
| D        | Uwe Rahn           | Eintracht Francoforte |               |
| C        | Michael Rummenigge | Borussia Dortmund     |               |
| A        | Koichi Nakazato    | Danubio               | fine prestito |

| Cessioni | Cessioni        | Cessioni | Cessioni      |
| R.       | Nome            | a        | Modalità      |
| -------- | --------------- | -------- | ------------- |
| A        | Victor Ferreira | Belgrano |               |
| A        | Marcelo Morales | Emelec   | fine prestito |

## Risultati

### J. League

#### Suntory Series
| Osaka 16 maggio 1993 | Gamba Osaka | 1 – 0 | Urawa Reds | Osaka Expo '70 Stadium |

| Saitama 19 maggio 1993 | Urawa Reds | 0 – 3 | Nagoya Grampus E. | Urawa Komaba Stadium |

| Yokohama 22 maggio 1993 | Yokohama Flügels | 3 – 1 | Urawa Reds | Mitsuzawa Stadium |

| Tokyo 26 maggio 1993 | JEF United | 1 – 0 | Urawa Reds | National Stadium |

| Saitama 29 maggio 1993                       | Urawa Reds           | 1 – 1 (d.t.s.) | Verdy Kawasaki | Urawa Kormaba Stadium |
| \| \| \| \| \| \| Tiri di rigore 4 – 2 \| \| |                      |                |                |                       |
|                                              |                      |                |                |                       |
|                                              | Tiri di rigore 4 – 2 |                |                |                       |

| Saitama 2 giugno 1993 | Urawa Reds | 0 – 1 | Yokohama Marinos | Urawa Komaba Stadium |

| Hiroshima 5 giugno 1993 | Sanfrecce | 1 – 0 | Urawa Reds | Hiroshima Big Arch |

| Kashima 9 giugno 1993 | Kashima Antlers | 3 – 1 | Urawa Reds | Kashima Soccer Stadium |

| Nagoya 16 giugno 1993 | Nagoya Grampus E. | 3 – 1 | Urawa Reds | Mizuho Rugby Stadium |

| Saitama 12 giugno 1993 | Urawa Reds | 2 – 1 | Shimizu S-Pulse | Urawa Komaba Stadium |

| Saitama 19 giugno 1993 | Urawa Reds | 0 – 1 | Gamba Osaka | Urawa Komaba Stadium |

| Saitama 23 giugno 1993 | Urawa Reds | 2 – 3 | JEF United | Urawa Komaba Stadium |

| Kawasaki 26 giugno 1993 | Verdy Kawasaki | 1 – 0 | Urawa Reds | Todoroki Athletics Stadium |

| Yokohama 30 giugno 1993 | Yokohama Marinos | 5 – 1 | Urawa Reds | Mitsuzawa Stadium |

| Saitama 3 luglio 1993 | Urawa Reds | 1 – 0 | Sanfrecce | Urawa Komaba Stadium |

| Saitama 7 luglio 1993 | Urawa Reds | 0 – 2 | Kashima Antlers | Urawa Komaba Stadium |

| Shizuoka 10 luglio 1993                      | Shimizu S-Pulse      | 0 – 0 (d.t.s.) | Urawa Reds | Nihondaira Sports Stadium |
| \| \| \| \| \| \| Tiri di rigore 6 – 5 \| \| |                      |                |            |                           |
|                                              |                      |                |            |                           |
|                                              | Tiri di rigore 6 – 5 |                |            |                           |

| Saitama 14 luglio 1993 | Urawa Reds | 0 – 2 | Yokohama Flügels | Urawa Komaba Stadium |

#### NICOS Series
| Hiroshima 24 luglio 1993 | Sanfrecce | 4 – 0 | Urawa Reds | Hiroshima Big Arch |

| Saitama 31 luglio 1993                       | Urawa Reds           | 0 – 0 (d.t.s.) | Yokohama Marinos | Urawa Komaba Stadium |
| \| \| \| \| \| \| Tiri di rigore 4 – 2 \| \| |                      |                |                  |                      |
|                                              |                      |                |                  |                      |
|                                              | Tiri di rigore 4 – 2 |                |                  |                      |

| Osaka 4 agosto 1993 | Gamba Osaka | 0 – 1 | Urawa Reds | Osaka Expo '70 Stadium |

| Suzuka 7 agosto 1993 | Nagoya Grampus E. | 4 – 1 | Urawa Reds | Suzuka Sports Garden |

| Saitama 14 agosto 1993 | Urawa Reds | 2 – 3 | JEF United | Urawa Komaba Stadium |

| Saitama 20 agosto 1993 | Urawa Reds | 0 – 1 | Yokohama Flügels | Urawa Komaba Stadium |

| Shizuoka 25 agosto 1993 | Shimizu S-Pulse | 3 – 0 | Urawa Reds | Nihondaira Sports Stadium |

| Kashima 28 agosto 1993 | Kashima Antlers | 3 – 1 | Urawa Reds | Kashima Soccer Stadium |

| Saitama 3 settembre 1993 | Urawa Reds | 0 – 6 | Verdy Kawasaki | Urawa Komaba Stadium |

| Yokohama 6 novembre 1993 | Yokohama Marinos | 3 – 2 (d.t.s.) | Urawa Reds | Mitsuzawa Stadium |

| Saitama 10 novembre 1993 | Urawa Reds | 1 – 2 | Sanfrecce | Urawa Komaba Stadium |

| Saitama 13 novembre 1993 | Urawa Reds | 0 – 5 | Nagoya Grampus E. | Urawa Komaba Stadium |

| Tokyo 17 novembre 1993 | JEF United | 2 – 3 (d.t.s.) | Urawa Reds | National Stadium |

| Kagoshima 20 novembre 1993 | Yokohama Flügels | 2 – 1 | Urawa Reds | Kagoshima Kamoike Stadium |

| Tokyo 27 novembre 1993 | Urawa Reds | 0 – 2 | Shimizu S-Pulse | National Staidum |

| Saitama 1º dicembre 1993 | Urawa Reds | 2 – 1 (d.t.s.) | Kashima Antlers | Urawa Komaba Stadium |

| Tokyo 8 dicembre 1993 | Verdy Kawasaki | 4 – 0 | Urawa Reds | National Stadium |

| Saitama 15 dicembre 1993 | Urawa Reds | 2 – 0 | Gamba Osaka | Urawa Komaba Stadium |

### Coppa dell'Imperatore
| Yokohama 5 dicembre 1993 | Otsuka Pharma | 0 – 3 | Urawa Reds | Mitsuzawa Stadium |

| Utsunomiya 11 dicembre 1993 | Yokohama Flügels | 4 – 3 (d.t.s.) | Urawa Reds | Tochigi Green Stadium |

### Coppa Yamazaki Nabisco
| Hamamatsu 11 settembre 1993 | Júbilo Iwata | 4 – 0 | Urawa Reds | Hamamatsu Stadium |

| Saitama 18 settembre 1993                    | Urawa Reds           | 1 – 1 (d.t.s.) | Yokohama Flügels | Omiya Football Stadium |
| \| \| \| \| \| \| Tiri di rigore 4 – 5 \| \| |                      |                |                  |                        |
|                                              |                      |                |                  |                        |
|                                              | Tiri di rigore 4 – 5 |                |                  |                        |

| Sapporo 25 settembre 1993 | Shimizu S-Pulse | 3 – 2 | Urawa Reds | Sapporo Atsubetsu Park Stadium |

| Saitama 2 ottobre 1993 | Urawa Reds | 3 – 2 | Nagoya Grampus E. | Omiya Football Stadium |

| Saitama 16 ottobre 1993 | Urawa Reds | 1 – 2 | Yokohama Marinos | Omiya Football Stadium |

## Statistiche

### Statistiche di squadra
| Competizione           | Punti | Totale | Totale | Totale | Totale | Totale | DR  |
| Competizione           | Punti | G      | V      | P      | Gf     | Gs     | DR  |
| ---------------------- | ----- | ------ | ------ | ------ | ------ | ------ | --- |
| J. League              | -     | 36     | 8      | 28     | 26     | 78     | -52 |
| Coppa Yamazaki Nabisco | -     | 5      | 1      | 4      | 7      | 12     | -5  |
| Coppa dell'Imperatore  | -     | 2      | 1      | 1      | 6      | 4      | +2  |
| Totale                 | -     | 43     | 10     | 33     | 39     | 94     | -55 |

### Statistiche dei giocatori
| Giocatore      | J. League | J. League | J. League   | J. League  | Coppa dell'Imperatore | Coppa dell'Imperatore | Coppa dell'Imperatore | Coppa dell'Imperatore | Nabisco Cup | Nabisco Cup | Nabisco Cup | Nabisco Cup | Totale   | Totale | Totale      | Totale     |
| Giocatore      | Presenze  | Reti      | Ammonizioni | Espulsioni | Presenze              | Reti                  | Ammonizioni           | Espulsioni            | Presenze    | Reti        | Ammonizioni | Espulsioni  | Presenze | Reti   | Ammonizioni | Espulsioni |
| -------------- | --------- | --------- | ----------- | ---------- | --------------------- | --------------------- | --------------------- | --------------------- | ----------- | ----------- | ----------- | ----------- | -------- | ------ | ----------- | ---------- |
| V. Ferreyra    | 4         | 0         | 0           | 0          | 0                     | 0                     | 0                     | 0                     | 0           | 0           | 0           | 0           | 4        | 0      | 0           | 0          |
| M. Fukuda      | 27        | 4         | 0           | 0          | 2                     | 3                     | 0                     | 0                     | 0           | 0           | 0           | 0           | 29       | 7      | 0           | 0          |
| K. Hashiratani | 18        | 2         | 0           | 0          | 1                     | 0                     | 0                     | 0                     | 3           | 0           | 0           | 0           | 22       | 2      | 0           | 0          |
| O. Hirose      | 26        | 2         | 0           | 0          | 2                     | 0                     | 0                     | 0                     | 1           | 1           | 0           | 0           | 29       | 3      | 0           | 0          |
| T. Hori        | 18        | 1         | 0           | 0          | 0                     | 0                     | 0                     | 0                     | 5           | 0           | 0           | 0           | 23       | 1      | 0           | 0          |
| F. Ikeda       | 12        | 0         | 0           | 0          | 0                     | 0                     | 0                     | 0                     | 0           | 0           | 0           | 0           | 12       | 0      | 0           | 0          |
| N. Ikeda       | 12        | 0         | 0           | 0          | 0                     | 0                     | 0                     | 0                     | 0           | 0           | 0           | 0           | 12       | 0      | 0           | 0          |
| H. Imakura     | 2         | 0         | 0           | 0          | 0                     | 0                     | 0                     | 0                     | 0           | 0           | 0           | 0           | 2        | 0      | 0           | 0          |
| S. Kawano      | 7         | 1         | 0           | 0          | 0                     | 0                     | 0                     | 0                     | 1           | 1           | 0           | 0           | 8        | 2      | 0           | 0          |
| S. Makita      | 6         | 0         | 0           | 0          | 0                     | 0                     | 0                     | 0                     | 0           | 0           | 0           | 0           | 6        | 0      | 0           | 0          |
| Y. Matsumoto   | 6         | 1         | 0           | 0          | 0                     | 0                     | 0                     | 0                     | 3           | 0           | 0           | 0           | 9        | 1      | 0           | 0          |
| M. Mentel      | 9         | 0         | 0           | 0          | 2                     | 0                     | 0                     | 0                     | 2           | 0           | 0           | 0           | 13       | 0      | 0           | 0          |
| A. Mikami      | 8         | 0         | 0           | 0          | 1                     | 0                     | 0                     | 0                     | 0           | 0           | 0           | 0           | 9        | 0      | 0           | 0          |
| T. Mizuuchi    | 18        | 7         | 0           | 0          | 2                     | 3                     | 0                     | 0                     | 4           | 1           | 0           | 0           | 24       | 11     | 0           | 0          |
| S. Mochizuki   | 31        | 3         | 0           | 0          | 2                     | 0                     | 0                     | 0                     | 5           | 1           | 0           | 0           | 38       | 4      | 0           | 0          |
| M. Morales     | 3         | 0         | 0           | 0          | 0                     | 0                     | 0                     | 0                     | 0           | 0           | 0           | 0           | 3        | 0      | 0           | 0          |
| T. Motoyoshi   | 14        | 2         | 0           | 0          | 2                     | 0                     | 0                     | 0                     | 3           | 0           | 0           | 0           | 19       | 2      | 0           | 0          |
| Y. Muramatsu   | 13        | 0         | 0           | 0          | 0                     | 0                     | 0                     | 0                     | 0           | 0           | 0           | 0           | 13       | 0      | 0           | 0          |
| A. Natori      | 28        | 0         | 0           | 0          | 2                     | 0                     | 0                     | 0                     | 1           | 0           | 0           | 0           | 31       | 0      | 0           | 0          |
| T. Nishino     | 18        | 0         | 0           | 0          | 0                     | 0                     | 0                     | 0                     | 2           | 0           | 0           | 0           | 20       | 0      | 0           | 0          |
| U. Rahn        | 7         | 1         | 0           | 0          | 2                     | 0                     | 0                     | 0                     | 4           | 0           | 0           | 0           | 13       | 1      | 0           | 0          |
| M. Rummenigge  | 6         | 1         | 0           | 0          | 2                     | 0                     | 0                     | 0                     | 3           | 3           | 0           | 0           | 11       | 4      | 0           | 0          |
| K. Sakaguchi   | 1         | 0         | 0           | 0          | 0                     | 0                     | 0                     | 0                     | 0           | 0           | 0           | 0           | 1        | 0      | 0           | 0          |
| E. Sato        | 8         | 0         | 0           | 0          | 0                     | 0                     | 0                     | 0                     | 0           | 0           | 0           | 0           | 8        | 0      | 0           | 0          |
| H. Sawada      | 11        | 0         | 0           | 0          | 1                     | 0                     | 0                     | 0                     | 5           | 0           | 0           | 0           | 17       | 0      | 0           | 0          |
| Y. Suda        | 4         | 0         | 0           | 0          | 0                     | 0                     | 0                     | 0                     | 0           | 0           | 0           | 0           | 4        | 0      | 0           | 0          |
| Y. Takita      | 14        | 0         | 0           | 0          | 0                     | 0                     | 0                     | 0                     | 3           | 0           | 0           | 0           | 17       | 0      | 0           | 0          |
| S. Tanaka      | 22        | 0         | 0           | 0          | 0                     | 0                     | 0                     | 0                     | 0           | 0           | 0           | 0           | 22       | 0      | 0           | 0          |
| M. Trivisonno  | 26        | 0         | 0           | 0          | 0                     | 0                     | 0                     | 0                     | 2           | 0           | 0           | 0           | 28       | 0      | 0           | 0          |
| H. Tsuchida    | 13        | 0         | 0           | 0          | 0                     | 0                     | 0                     | 0                     | 0           | 0           | 0           | 0           | 13       | 0      | 0           | 0          |
| E. Uehara      | 19        | 1         | 0           | 0          | 0                     | 0                     | 0                     | 0                     | 2           | 0           | 0           | 0           | 21       | 1      | 0           | 0          |
| M. Yamazaki    | 6         | 0         | 0           | 0          | 2                     | 0                     | 0                     | 0                     | 4           | 0           | 0           | 0           | 12       | 0      | 0           | 0          |